# Cratere Otepa
Otepa è un cratere sulla superficie di Marte.